# Bab an-Nasr

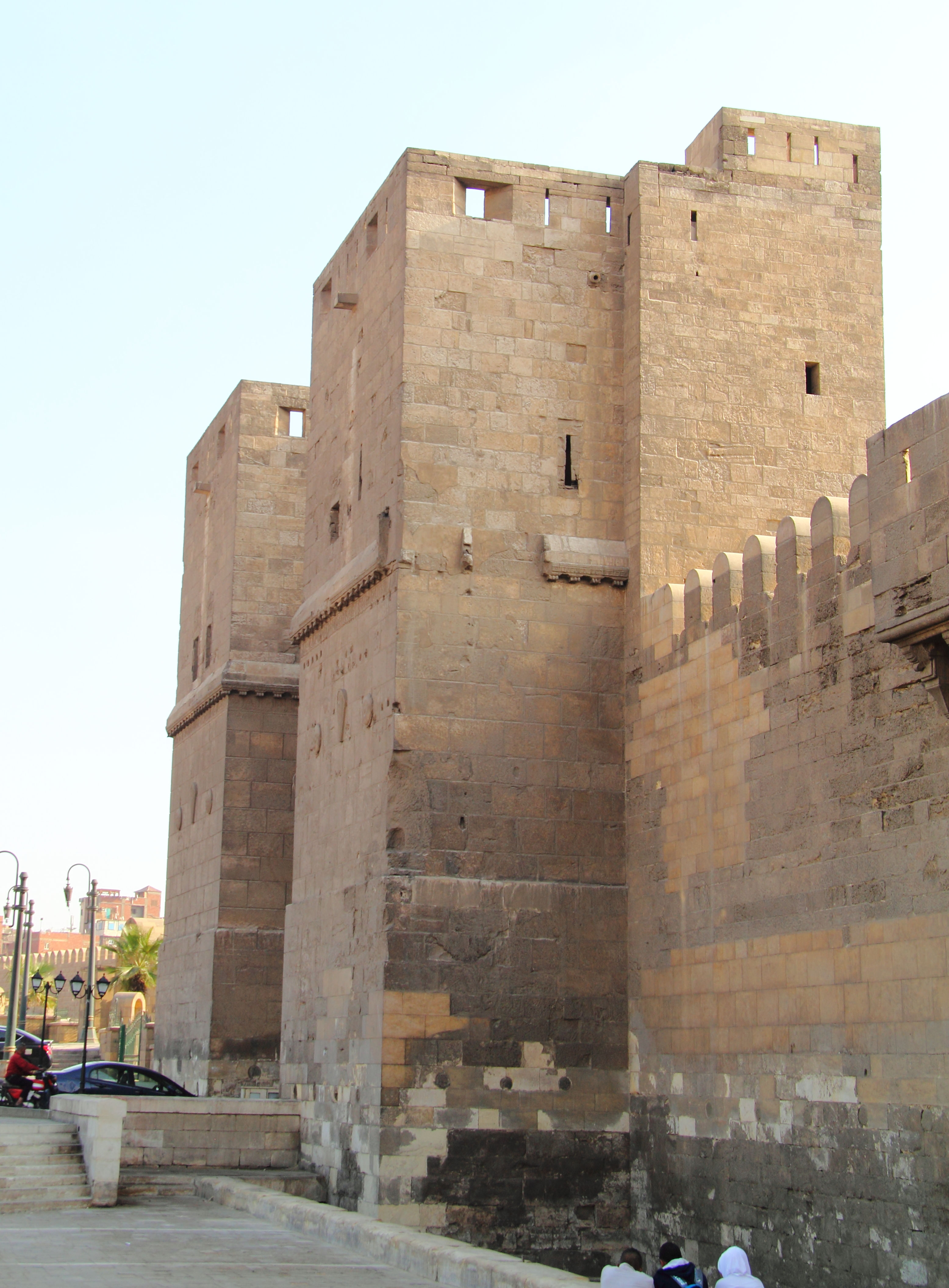
Das Bab an-Nasr von Nordwesten gesehen

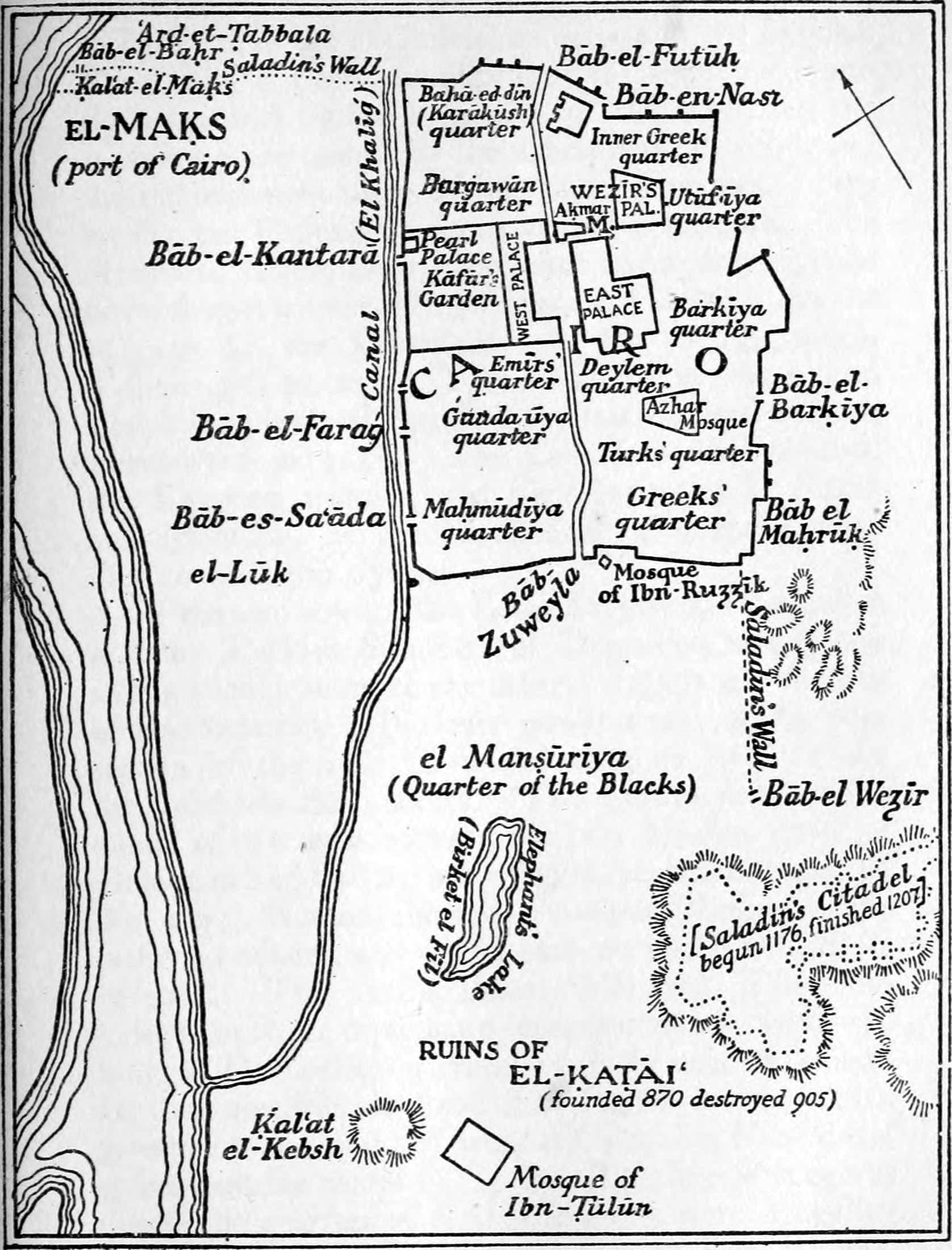
Karte des mittelalterlichen Kairo und Umgebung mit dem „Bab an-Nasr“ oben rechts

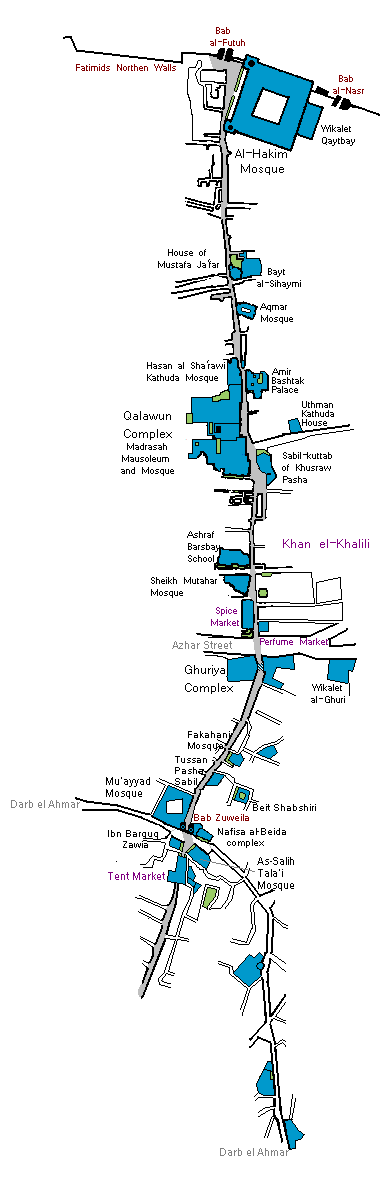
Die heutigen Sehenswürdigkeiten des alten al-Qahira mit dem Bab an-Nasr oben rechts

Das Bab an-Nasr (arabisch باب النصر, DMG Bāb an-Naṣr) ist eines der drei heute noch erhaltenen Stadttore der mittelalterlichen Stadt al-Qahira, die als im Jahre 969 nach Christus gegründete Palaststadt der Fatimiden-Dynastie namensgebend für das heutige Kairo, die Hauptstadt Ägyptens, geworden ist. Genauso wie das Bab al-Futuh führt das Bab an-Nasr nach Norden aus der Stadt, während das Bab Zuweila einen Weg nach Süden bildet.

## Stadtgründung: Erste Mauer und erste Tore
Nach der Eroberung Ägyptens durch den Fatimiden-Feldherrn Dschauhar as-Siqillī im Jahre 969, beschloss sein Herr, der bisher in Kairuan (Tunesien) residierende Fatimiden-Kalif al-Muizz li-Din Allah, seine Residenz nach Ägypten zu verlegen. Der siegreiche Feldherr wurde beauftragt, für seinen Herrn in der Nähe der bisherigen ägyptischen Hauptstadt al-Fustat eine neue Palaststadt zu errichten. Nordöstlich von al-Fustat ließ Dschauhar ab dem Jahre 970 die Stadt al-Qahira mit Palästen, Gärten und Wohnquartieren für die Würdenträger und Soldaten der Besatzungsmacht bauen, die er mit einer Mauer aus Lehmziegeln umschloss. Durch diese Mauer führten mehrere Tore in alle Richtungen.
Im Zentrum der neuen Palast- und Garnisonsstadt al-Qahira lag ein großer Platz, der „zwischen zwei Palästen“ (arabisch: „Baina al-Qasrain“) angelegt worden war. Durch den Platz führte die Hauptstraße von al-Qahira, die vom Bab al-Futuh im Norden bis zum Bab Zuweila im Süden führte. Diese Straße wurde von den Kalifen für prunkvolle Paraden und Umzüge genutzt. Wenige Meter östlich des Bab al-Futuh und damit der Hauptachse der Palaststadt lag das Bab an-Nasr.

## Neue Stadtmauer des Badr al-Dschamali
Im 11. Jahrhundert geriet das Fatimidenreich in ernsthafte innen- und außenpolitische Schwierigkeiten. In dieser Situation erhielt der Statthalter von Damaskus Badr al-Dschamali vom Kalifen al-Mustansir weitreichende Sondervollmachten und damit eine De-facto-Regentschaft. Er besiegte die eingefallenen Seldschuken, reorganisierte die Staatsverwaltung sowie das Finanzwesen und beförderte Wirtschaft und Handel. Eine seiner Leistungen war 1087 eine völlig neue Steinmauer um al-Qahira, die die alte Lehmziegelmauer ersetzte und weitere Angriffe der Seldschuken abwehren sollte. Die neue Mauer verlief im Wesentlichen knapp außerhalb der bisherigen Stadtgrenze mit wenigen Erweiterungen. So umfasste sie nun im Norden die al-Hakim-Moschee, die bisher außerhalb der Mauer gestanden hatte. Unmittelbar westlich neben der Moschee entstand das heute noch sichtbare Bab al-Futuh. Weiter östlich, ebenfalls in der Nordmauer das Bab an-Nasr. Im Süden verlief die neue Mauer ein bedeutendes Stück weiter südlich, wodurch die Stadt um einen breiten Streifen erweitert wurde. Hier entstand um 1091/1092 auch das neue Bab Zuweila, das noch heute steht.
Das Bab an-Nasr wie auch die beiden anderen erhaltenen Tore sind heute bedeutende Sehenswürdigkeiten im modernen Kairo.

## Baubeschreibung

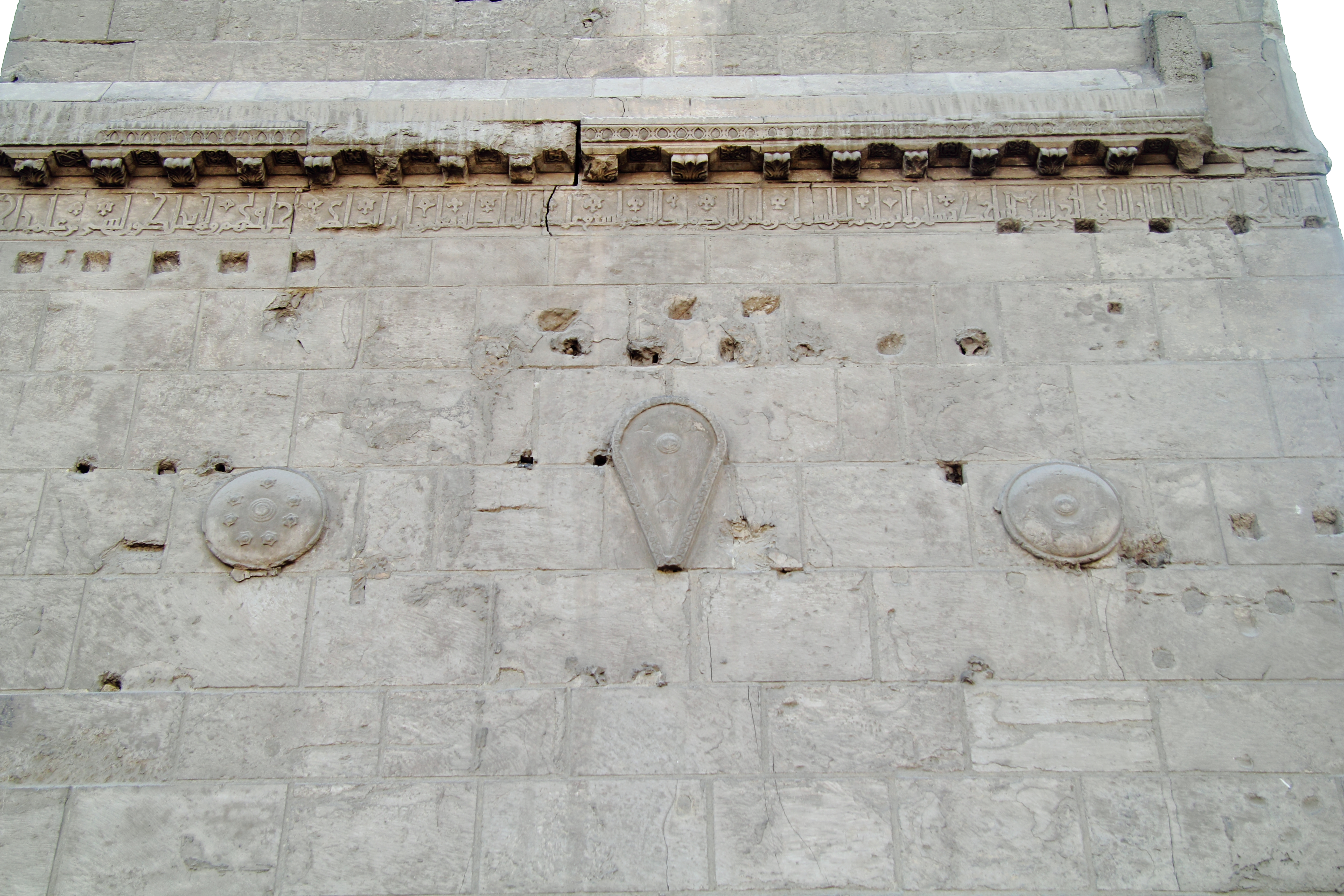
Dekoration an der Fassade des Bab an-Nasr
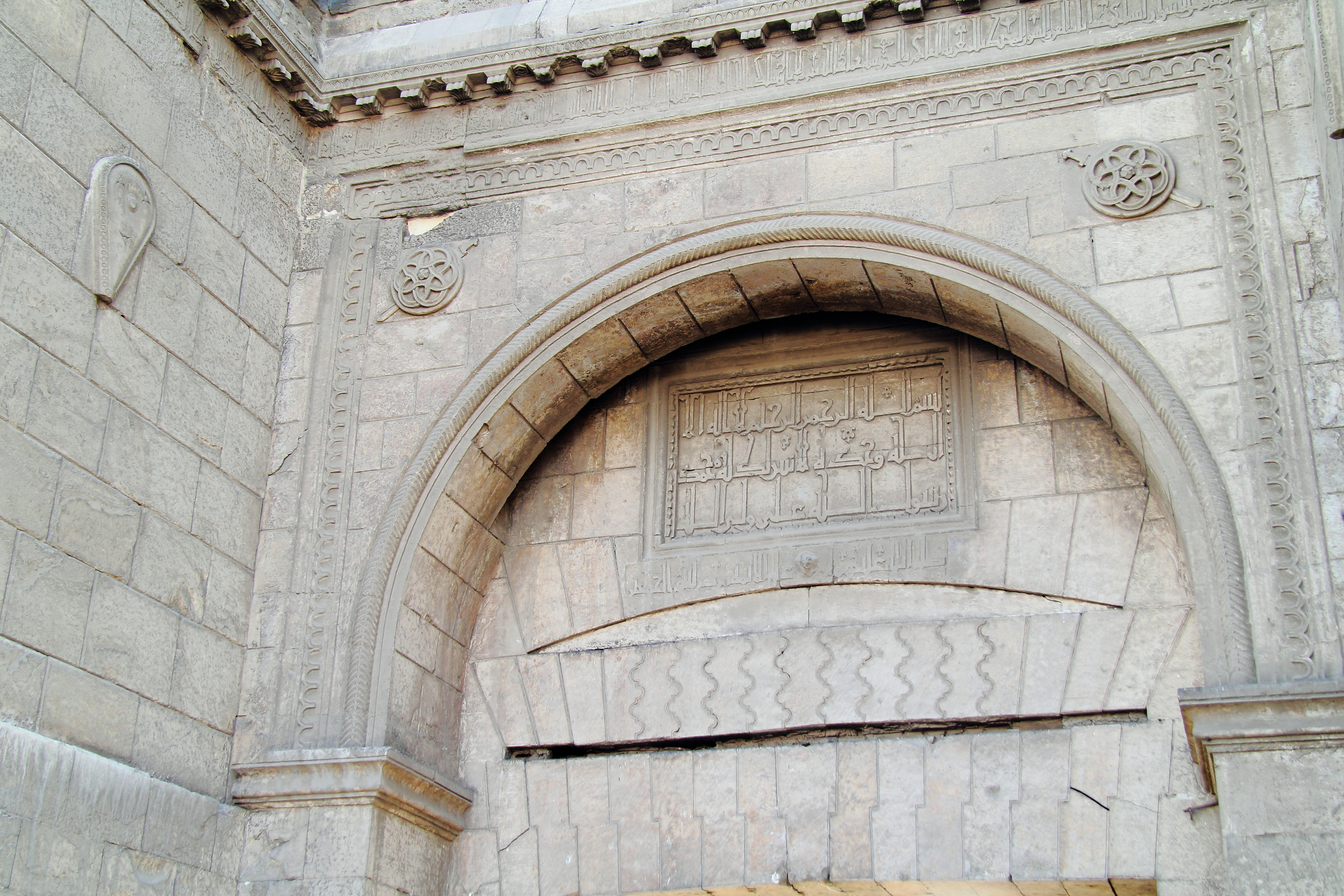
Inschrift über dem Durchgang des Tores

Nach Ansicht von Architekturhistorikern zeigen die drei erhaltenen mittelalterlichen Stadttore Merkmale des byzantinischen Stils. Der Kairener Historiker al-Maqrīzī berichtet, dass  Badr al-Dschamali mit dem Bau der drei Tore drei christliche Mönche aus Edessa in Ostanatolien beauftragt hatte, die vor den Seldschuken nach al-Qahira geflohen waren.
Das Bab an-Nasr hat neben dem Tordurchgang rechts und links je einen Torturm mit rechteckigem Grundriss. Die Türme sind bis auf zwei Drittel der Höhe massiv gebaut, darüber befinden sich Räume, die zur Stadtseite mit Fenstern versehen sind, auf der Außenseite mit Schießscharten. An der Außenseite der Türme sind Steinreliefs von Schilden und Schwertern angebracht, die den Abwehrcharakter der Mauer betonen sollen. Über dem Durchgang des Bab an-Nasr befindet sich eine Steininschrift mit der Schahāda, dem islamischen Glaubensbekenntnis, und zwar in der schiitischen Version. Die Kalifen-Dynastie der Fatimiden sah sich als schiitischer Gegenpol zum sunnitischen Kalifat in Baghdad.
Inschrift über dem Durchgang:

«بسم الله الرحمن الرحيم لا اله إلا الله وحده لا شريك له محمد رسول الله علي ولي الله»

„bismi llāhi r-raḥmāni r-raḥīmi lā ilāha illā llāhu waḥdahu lā šarīka la-hu Muḥammadun rasūlu llāhi ʿAlīyun walīyu llāhi“

„Im Namen des barmherzigen und gnädigen Gottes. Es gibt keinen Gott außer Gott allein, er hat keinen Teilhaber (an der Herrschaft), Mohammed ist der Gesandte Gottes, Ali ist der Freund Gottes“